# Borough de Rhuddlan
Pour les articles homonymes, voir Rhuddlan (homonymie).
Le borough de Rhuddlan (borough of Rhuddlan en anglais) est une ancienne zone de gouvernement local de deuxième niveau du pays de Galles.
Créé au 1er avril 1974 au sein du comté de la Clwyd par le Local Government Act 1972, il est aboli le 31 mars 1996 en vertu du Local Government (Wales) Act 1994. Avec une partie du district de Glyndŵr et une autre du borough de Colwyn, son territoire est constitutif du comté du Flintshire institué à partir du 1er avril 1996.

## Géographie
Le territoire du district relève du comté administratif du Flintshire. Au 1er avril 1974, il constitue, avec les districts d’Alyn and Deeside, de Colwyn, de Delyn, de Glyndŵr et de Wrexham Maelor, le comté de la Clwyd, zone de gouvernement local de premier niveau créée par le Local Government Act 1972,.
Alors que le borough admet 50 674 habitants au recensement de 1981, 52 165 résidents sont comptabilisés lors du recensement de 1991. La superficie du territoire du borough est évaluée à 26 860 acres en 1978,,.

## Toponymie
Simplement défini par un ensemble de territoires par le Local Government Act 1972, le borough prend le nom officiel de Rhuddlan en vertu du Districts in Wales (Names) Order 1973, un décret en Conseil du 8 janvier 1973 pris par le secrétaire d’État pour le Pays de Galles,.
Ainsi, le borough tient son appellation du château de Rhuddlan, forteresse médiévale érigée par Édouard Ier.

## Histoire
Le district de Rhuddlan est érigé au 1er avril 1974 à partir des territoires suivants :
- le district urbain de Prestatyn ;
- le district urbain de Rhyl ;
- et le district rural de St. Asaph.

Alors que les différentes zones de gouvernement local sont abolies par le Local Government Act 1972, le statut de borough est conféré au nouveau district par un décret en Conseil du 29 mai 1974, avec une entrée en vigueur rétroactive au 1er avril 1974. Il est ainsi permis à la zone de gouvernement local de s’intituler « borough de Rhuddlan » (borough of Rhuddlan en anglais) tandis que son assemblée délibérante prend le nom de « conseil de borough de Rhuddlan » (Rhuddlan Borough Council en anglais) au sens de la section 21 du Local Government Act 1972,.
Le borough est aboli au 31 mars 1996 par le Local Government (Wales) Act 1994, son territoire relevant désormais du comté du Flintshire au sens de la loi.